# 2026년 아시안 게임
2026년 아시안 게임은 2026년 9월 19일부터 10월 4일까지 일본 아이치현과 현청소재지인 나고야시 일대에서 공동 개최될 예정인 제20회 아시안 게임이다. 아시안 게임이 일본에서 열리는 건 1994년 히로시마 아시안 게임 이후 32년 만이다.

## 유치 과정
2016년 1월 일본의 아이치현이 먼저 유치 후보로 나섰으며, 같은해 5월에는 나고야시가 공동 개최를 제안하였다. 이 과정에서 예산 부담 비중 문제로 난항을 겪으면서 나고야시 측이 공동 개최 의사 취소를 밝히기도 하였으나, 재협의 결과 공동개최가 최종 확정되었다. 이후 2016년 9월 25일에 베트남 다낭에서 열린 아시아 올림픽 평의회(OCA) 총회에서 차기 개최지로 아이치-나고야를 선정하게 되었다.

## 참가국
개최국인 일본 이외에는 아직 참가국이 확정되지 않았다.
- 일본 (개최국)

## 개최 종목 및 경기장 배치
- 승마
- 철인3종
- 수영
- 다이빙
- 아크로 스위밍
- 사격
- 양궁
- 육상
- 필드하키
- 배구
- 축구
- 야구
- 농구
- 테니스
- 배드민턴
- 태권도
- e스포츠
- 골프

## 메달 집계
| 순위 | 국가 | 금메달 | 은메달 | 동메달 | 합계 |
| ---- | ---- | ------ | ------ | ------ | ---- |

## 중계 방송
- 대한민국 - 미정
- 중국 - CCTV
- 일본 - NHK, JNN, TBS

## 같이 보기
- 2026년 장애인 아시안 게임